# فرس البحر المتناقض
فرس البحر المتناقض (الاسم العلمي:Hippocampus paradoxus) (بالإنجليزية: Paradoxical seahorse)‏ هو نوع من الأسماك يتبع جنس فرس البحر من فصيلة زمارات البحر.